# Juan Imbert
Juan Martín Imbert (San Miguel de Tucumán, 31 marzo 1990) è un calciatore argentino, attaccante svincolato.

## Caratteristiche tecniche
È un'ala destra.

## Carriera
Cresciuto nelle giovanili del Boca Juniors, ha esordito in prima squadra il 24 settembre 2012 in occasione del match perso 2-0 contro il Lanús.

## Statistiche

### Presenze e reti nei club
Statistiche aggiornate al 17 aprile 2018.
| Stagione        | Squadra           | Campionato      | Campionato | Campionato | Coppe nazionali | Coppe nazionali | Coppe nazionali | Coppe continentali | Coppe continentali | Coppe continentali | Altre coppe | Altre coppe | Altre coppe | Totale | Totale | Totale |
| Stagione        | Squadra           | Comp            | Pres       | Reti       | Comp            | Pres            | Reti            | Comp               | Pres               | Reti               | Comp        | Pres        | Reti        | Pres   | Reti0  |        |
| --------------- | ----------------- | --------------- | ---------- | ---------- | --------------- | --------------- | --------------- | ------------------ | ------------------ | ------------------ | ----------- | ----------- | ----------- | ------ | ------ | ------ |
| 2012-2013       | Boca Juniors      | PD              | 2          | 0          | CA              | 0               | 0               | CL                 | 0                  | 0                  |             | -           | -           | 2      | 0      |        |
| 2013-2014       | Aldosivi          | BN              | 37         | 3          | CA              | 1               | 0               |                    | -                  | -                  |             | -           | -           | 38     | 3      |        |
| 2014            | Atl. Tucumán      | BN              | 15         | 0          |                 | -               | -               |                    | -                  | -                  |             | -           | -           | 15     | 0      |        |
| 2015            | Atl. Tucumán      | BN              | 27         | 1          | CA              | 1               | 0               |                    | -                  | -                  |             | -           | -           | 28     | 1      |        |
| 2016            | Guaraní A.F.      | TA              | 8          | 0          | CA              | 0               | 0               |                    | -                  | -                  |             | -           | -           | 8      | 0      |        |
| 2016-2017       | Arsenal Sarandí   | PD              | 10         | 0          | CA              | 1               | 0               | CS                 | 2                  | 0                  |             | -           | -           | 13     | 0      |        |
| 2017-2018       | Chacarita Juniors | PD              | 19         | 2          | CA              | 0               | 0               |                    | -                  | -                  |             | -           | -           | 19     | 2      |        |
| Totale carriera | Totale carriera   | Totale carriera | 118        | 6          |                 | 3               | 0               |                    | 2                  | 0                  |             | -           | -           | 123    | 6      |        |